# Ignace de La Potterie
Ignace de La Potterie, né à Waregem (Belgique) le 24 juin 1914 et décédé le 11 septembre 2003 à Heverlee (Belgique) est un prêtre jésuite belge qui fut un théologien et bibliste. Spécialiste de l’exégèse johannique il enseignait à l’institut biblique de Rome.

## Biographie
Après avoir fait ses humanités classiques (latin et grec) au collège Sainte-Barbe de Gand, Ignace de La Potterie entre au noviciat des jésuites de Tronchiennes, près de Gand (23 septembre 1932). Il fait ses études de philosophie et de théologie aux facultés jésuites de Louvain et il est ordonné prêtre le 24 août 1945.
De 1947 à 1949, il est inscrit à l’institut biblique pontifical et obtient le 17 juin 1949 la licence en Écriture sainte. De retour en Belgique. De 1950 à 1960, le Père de La Potterie enseigne l’exégèse du Nouveau Testament à la faculté jésuite de théologie de Louvain.
Mais il est de retour à Rome pour un doctorat. Sous la direction du professeur Stanislas Lyonnet il défend, le 3 juin 1965, sa thèse d’exégèse dont le titre est : «’Alêtheia’; la notion johannique de vérité et ses antécédents historiques». En fait, il a commencé son enseignement à l’institut biblique déjà en 1961. La recherche de la « Vérité », non seulement exégétique mais sous tous ses aspects, restera au cœur de son enseignement et de sa recherche.

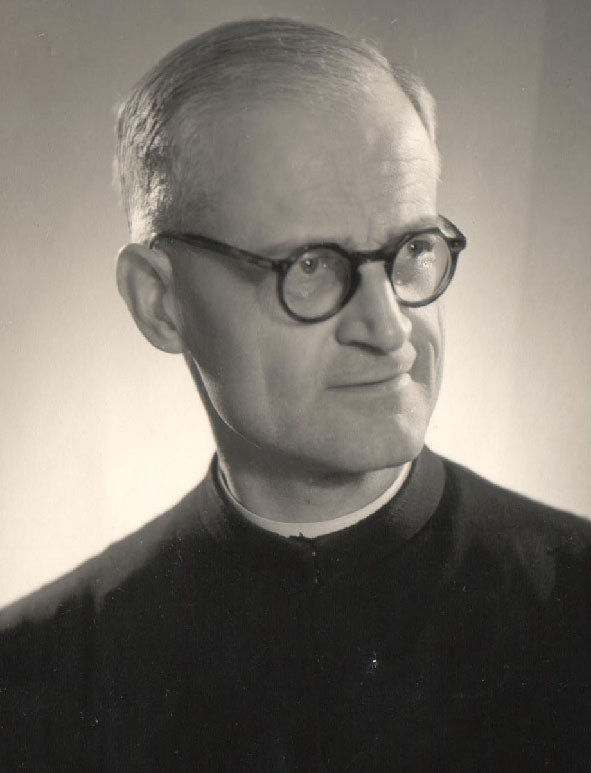
Ignace de La Potterie dans les années 1950.

Avant même qu’il ait terminé sa thèse, le Père de La Potterie avec son confrère, l’Italien Carlo M. Martini, sont consultés par des pères conciliaires chargés d’élaborer le schéma de la constitution apostolique Dei Verbum sur la Parole de Dieu (la Révélation divine) et l’Écriture sainte. Certaines formulations sont de sa plume.
Même après sa promotion à l’éméritat, lorsqu’il atteint les 70 ans (1984), il continue à enseigner. Le 15 décembre 1989, il conclut son activité d'enseignement académique avec une conférence publique sur « l'Écriture et la science de la foi».
Le Père de La Potterie était également membre de la Commission biblique pontificale (1973-1984) et consulteur de la Congrégation pour la doctrine de la foi. Il occupe ce dernier poste jusqu’en 1993.
Ses activités universitaires et académiques terminées, il quitte définitivement Rome, en 2000, pour rentrer dans son pays natal, la Belgique. Ignace de La Potterie meurt à la résidence des pères jésuites d’Heverlee, le 11 septembre 2003.

## Écrits
La recherche, l’enseignement et les écrits d'Ignace de La Potterie contribuent à trois domaines différents de l’étude de l’Écriture sainte: l’évangile de Saint Jean, les questions d’herméneutique et l’histoire de l’exégèse chrétienne. Outre ses nombreux articles, ses principales publications sont : 
- La Vérité dans Saint Jean (coll. Analecta Biblica N°73 et 74), Rome, P.I.B., 1977. Seconde édition revue en 1999.
  - vol.I: Le Christ et la vérité. L'Esprit et la vérité;
  - vol.II: Le Croyant et la vérité,
- La preghiera di Gesù, Rome, Ed. Apostolat de la prière, 1981.
- Studi di cristologia giovannea, Torino, Marietti, 1986.
- La Passion de Jésus selon l’évangile de Jean ; Texte et Esprit (Coll. Lire la Bible), Paris, Le Cerf, 1986.
- Marie dans le mystère de l'Alliance (Coll. Jésus et Jésus Christ N°34), Paris, Desclée, 1988.
- Il mistero del cuore trafitto. Fondamenti biblici della spiritualità del cuore di Gesù, Bologna, Edizioni Dehoniane Bologna,, 1988.